# بیت‌الله عباس‌پور
بیت‌الله عباس‌پور معروف به بیتو (۲۰ اسفند ۱۳۵۸ – ۳ شهریور ۱۳۹۴) ورزشکار و مربی پرورش اندام بود. او برای نخستین بار در سال ۲۰۱۳ میلادی با نام کشور ایران وارد مسابقات مستر المپیا شد.

## زندگی‌نامه
عباس‌پور در ۲ سالگی به همراه خانواده‌اش از بیجار به ماهدشت کرج مهاجرت کرد. نخست ورزش فوتبال را در سطح آموزشگاهی دنبال می‌کرد و در کنار آن به ورزش یوگا نیز می‌پرداخت. اما به دلیل آسیب دیدگی در رقابت‌های فوتبال مدتی با وزنه سعی به قدرتمند کردن بدن خود کرد. در سال ۱۳۷۴ به پیشنهاد عمویش به باشگاه بدنسازی رفت که از همان روز اول به خاطر داشتن بدنی ورزیده و عضلانی مورد توجه مربی باشگاه قرار گرفت.

## بیماری
عباس‌پور در سال ۱۳۹۳ مبتلا به بیماری التهاب رگ شد، پس از مبتلا شدن عباس‌پور به این بیماری شایعات زیادی در مورد ارتباط بیماری این ورزشکار و تمرینات و رژیم‌های سنگین و نیز مصرف استروئیدها مطرح شد.

## کمپین دنیس جیمز
دنیس جیمز ستاره آمریکایی پرورش اندام جهان، به جمع‌آوری کمک مالی برای تأمین هزینه‌های درمان بیماری بیت‌الله عباسپور پرداخت.
دنیس جیمز، کارزاری اینترنتی با هدف جمع‌آوری صدهزار دلار تشکیل داد. جیمز در معرفی کمپین خود نوشت: 
بیتو بدون هیچ کمکی در بیمارستان است و حتی دولت هم کمکی نکرده، هرچه داشته است را فروخته تا بخشی از هزینه‌ها را تأمین کند. کمک کنید بیتو روی پای خود بایستد و بزرگ شدن فرزندانش را ببیند.
بعد از فوت بیت‌الله عباسپور، دنیس جیمز برای همدردی با مردم ایران ویدئویی بر روی صفحه فیسبوک خود منتشر کرد که در آن  عباسپور آواز زیبایی می‌خواند.

## مرگ
عباس‌پور که مدت‌ها به دلیل بیماری التهاب رگ در بیمارستان آتیه بستری بود در ساعت ۲۳:۱۵ شامگاه سه‌شنبه ۳ شهریور ۱۳۹۴ بر اثر این عارضه در ۳۵ سالگی درگذشت.

## عناوین قهرمانی
- ۱۳۷۹ مسابقات کشوری (اصفهان) در وزن ۷۰ کیلو مقام دوم.
- ۱۳۸۲ مسابقات قهرمانی کشوری و انتخابی تیم ملی در وزن ۷۰ کیلو مقام اول
- ۲۰۰۳ مسابقات جهانی هندوستان IFBB در وزن ۷۰ کیلو مقام اول
- ۲۰۰۵ مسابقات جهانی چین IFBB در ۷۵ کیلو مقام سوم
- ۲۰۰۷ مسابقات آسیایی چین در۰ ۸ کیلو مقام اول
- ۲۰۰۷ مسابقات جهانی کره در ۸۰ کیلو مقام چهارم
- ۲۰۰۸ مسابقات آسیایی هنگ کنگ در ۸۵کیلو مقام اول
- ۲۰۰۸ مسابقات جهانی بحرین در ۸۰ کیلو مقام اول
- ۲۰۰۹ مسابقات آسیایی تایلند در ۸۵ کیلو مقام دوم
- ۲۰۱۰ مسابقات آسیایی تهران در ۹۰کیلو مقام اول
- ۲۰۱۲ ورود به دنیای حرفه‌ای[۷]
- ۲۰۱۲ مسابقات فیبو پاور آلمان مقام چهارم
- ۲۰۱۲ مسابقات مستر اروپا (اسپانیا) مقام سوم
- ۲۰۱۳ مسابقات نوردیک پرو (فنلاند) مقام اول
- ۲۰۱۳ مسابقات مستر المپیا (لاس وگاس) هفدهم مشترک[۸]
- ۲۰۱۴ مسابقات آرنولد کلاسیک (برزیل) نهم
- ۲۰۱۴ مسابقات حرفه‌ای سوپر نمایش اروپا (دالاس) چهارم
- ۲۰۱۴ مسابقات حرفه‌ای نیویورک سوم
- ۲۰۱۴ مسابقات حرفه‌ای تامپا پنجم
- ۲۰۱۴ مسابقات مسترالمپیا ردهٔ بدنسازان ۲۱۲ پوندی پنجم
- ۲۰۱۴ مسابقات حرفه‌ای گرند پریکس (سئول) سوم[۹]

## قهرمانی جهان ۲۰۰۳ هند
عباسپور در مسابقات جهانی هند موفق به دریافت جایگاه چهارم می‌شود که پس از مثبت اعلام شدن نتیجه دوپینگ سه نفر برتر و دیسکالیفه شدن ۱. رنی زیمرمن (سوئیس) ۲. آرتورو کاستاندا (اسپانیا) ۳. میلوس پاولو (جمهوری چک) موفق به دریافت عنوان قهرمانی می‌شود.